# Gjin II. Muzaka
Gjin II. Muzaka (deutsch Johannes;* um die Jahrhundertwende des 14. Jahrhunderts; † 1455 kurz nach der Schlacht bei Berat in Sereziabunga) war ein albanischer Fürst.

## Leben
Ghin II. entstammte der vornehmen, im zentralen Albanien begüterten Adelsfamilie Muzaka und war der älteste Sohn von Andrea III. Muzaka und Kyranna, die Tochter von Gjin Zenevisi, dem Herren von Agyrokastro und Vagenetia.
Nach dem Tod seines Vaters (nach April 1393) übernahm er die Herrschaft der Landschaft Tomornizza in der Nähe des Berges Tomorr, die beiden Täler (Groß- und Kleindevoll) am Devoll, der die Grenze zu den Arianiti (auch: Arianiti Komnenen) war, und die Landschaft Kastoria mit allen Städten und Domänen umfasste.
Gjin II. war ein Mitstreiter Skanderbegs und starb kurz nach der Schlacht bei Berat, die Mitte Juli 1455 auf den Tomornizza-Bergen ausgetragen wurde. Gjins Land Tomornizza wurde von Skanderbeg zuerst besetzt und dann ohne Rücksicht auf seine Kinder eingezogen. Erst nach dem Tod Skanderbegs (1468) sollte das Land von seinem Sohn Gjin III. wiedererlangt werden.
Nach der Familienchronik seines Sohnes Gjin III. soll er mit seiner Frau in der Marienkirche von Bunga (?), die er selbst erbaut hat, beerdigt worden sein.

## Familie
Ghin heiratete Chiranna, Enkelin (oder Nichte) von Matarango von Gora, mit der er acht Kinder hatte:
- Andrea († um 1484) ⚭ Yela Thopia
- Zanfina (anche Suina) ⚭ 1. Musachi Comneno, Sohn von Comneno Arianiti; nach der Scheidung ⚭ 2. Motse oder Musachi Arianiti von Dibra
- Gjin III. (auch Gjon; † nach 1510), Verfasser der Familienchronik kam 1476 ins Königreich Neapel ⚭ Maria Dukagjini
- Maria († vor 1444) ⚭ Giorgio Arianiti Comneno (auch Dangelino genannt; Neffe von Skanderbeg)[12][13]
- Elena ⚭  Giorgio Blandisi von Carles, Herr von Unter-Debar
- Comita ⚭ Ananiti, Sohn von Musachi Arianiti Comneno
- Condisa ⚭ Duru, Sohn von Aidino, Herr von Neppe
- Teodora ⚭ 1.  Goisavo Balšić; ⚭ 2. Lekë Dukagjini